# Егез
Егез (фр. Aiguèze) насеље је и општина у јужној Француској у региону Лангдок-Русијон, у департману Гар која припада префектури Ним.
По подацима из 2011. године у општини је живело 223 становника, а густина насељености је износила 11,13 становника/km². Општина се простире на површини од 20,03 km². Налази се на средњој надморској висини од 88 метара (максималној 405 m, а минималној 40 m).

## Демографија
| 1962. | 1968. | 1975. | 1982. | 1990. | 1999. | 2011. |
| ----- | ----- | ----- | ----- | ----- | ----- | ----- |
| 190   | 206   | 161   | 182   | 215   | 204   | 223   |

График промене броја становника у току последњих година